# Lomonosov (città)
Lomonosov è una cittadina dell'oblast' di Leningrado, conosciuta anche come Oranienbaum (in tedesco "albero di arancio"), che ha preso l'attuale nome da Michail Vasil'evič Lomonosov. Amministrativamente appartiene alla città federale di San Pietroburgo ed è il capoluogo del Lomonosovskij rajon.

## Storia
La località, che si trova sulle rive della baia della Neva, nel golfo di Finlandia, è nota per la omonima reggia voluta dal principe Menšikov e poi utilizzata da Pietro III e da Caterina II. Qui nacque nel 1882 il compositore Igor' Fëdorovič Stravinskij. Durante l'attacco tedesco a Leningrado, nella seconda guerra mondiale, l'area fu interessata ad inizio e fine dell'assedio da violenti scontri essendo vicinissima alla prima linea.

## Amministrazione

### Gemellaggi
Lomonosov è gemellata con:
- Mariehamn , (Finlandia)
- Framingham, (Massachusetts)
- Anacortes, Washington
- Oberursel, Assia

## Immagini della città

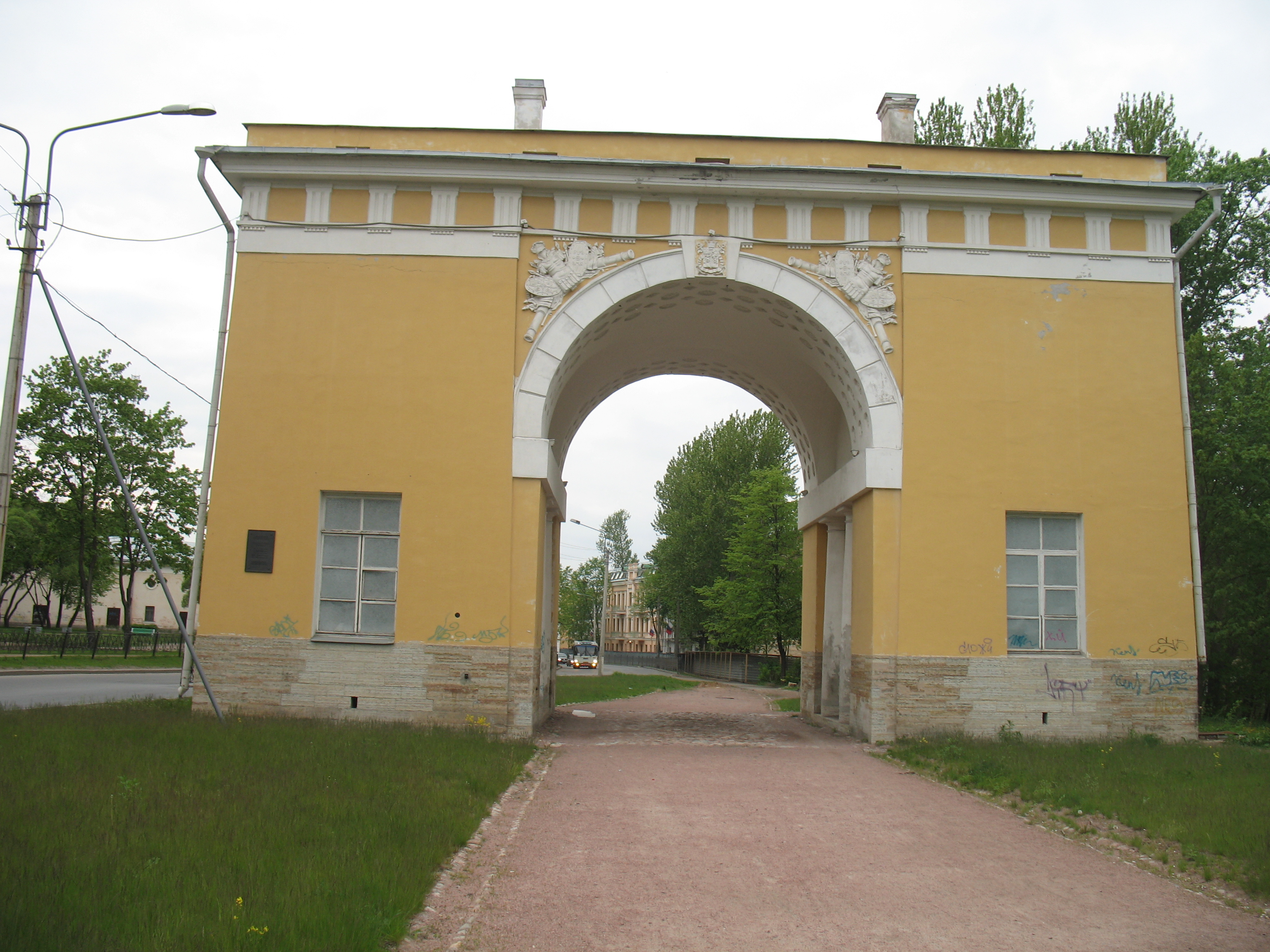
Porta di Lomonosov
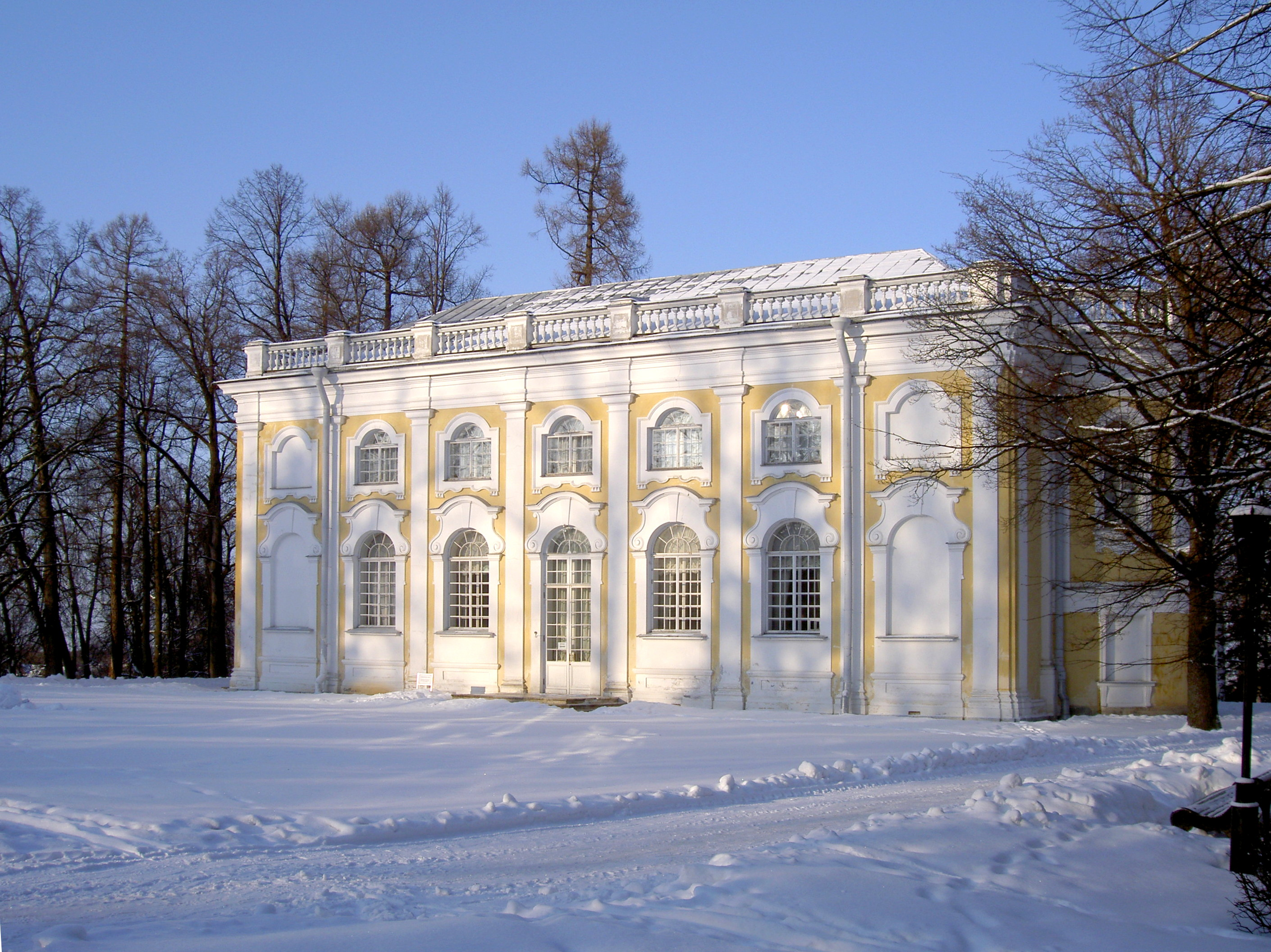
Padiglione di Kammenoye nel complesso del palazzo di Oranienbaum
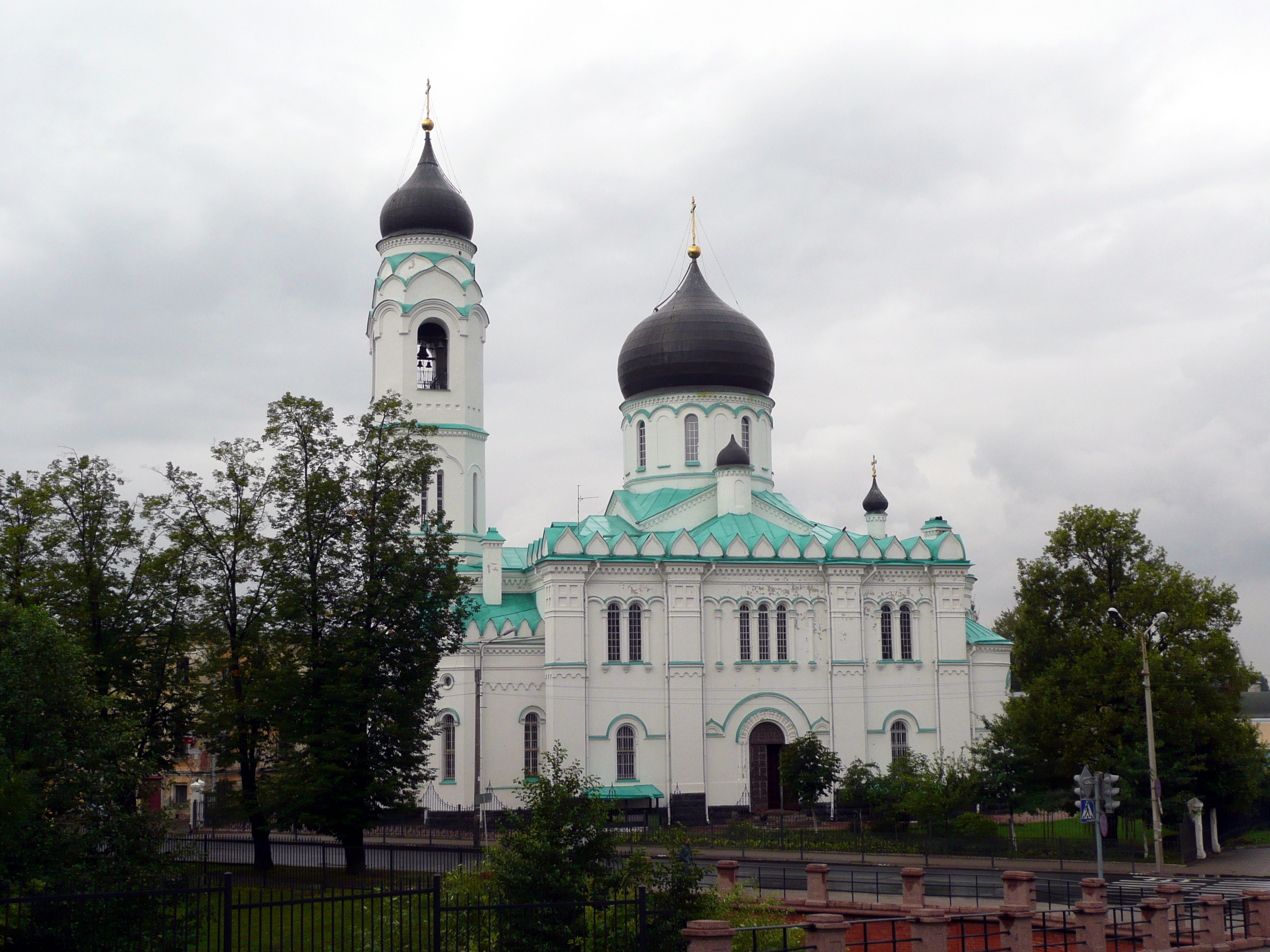
Cattedrale di San Michele Arcangelo